# Pleuranthodium floribundum
Pleuranthodium floribundum là một loài thực vật có hoa trong họ Gừng. Loài này được Karl Moritz Schumann miêu tả khoa học đầu tiên năm 1904 dưới danh pháp Alpinia floribunda. Năm 1991, Rosemary Margaret Smith chuyển nó sang chi Pleuranthodium.

## Phân bố
Loài này có tại Konstantinhafen (địa điểm nằm trên bờ vịnh Astrolabe, nay là Erimba - tọa độ 5°30′N 145°55′Đ / 5,5°N 145,917°Đ), Kaiser-Wilhelmsland, nay thuộc tỉnh Madang ở miền đông Papua New Guinea.